# Rito ambrosiano

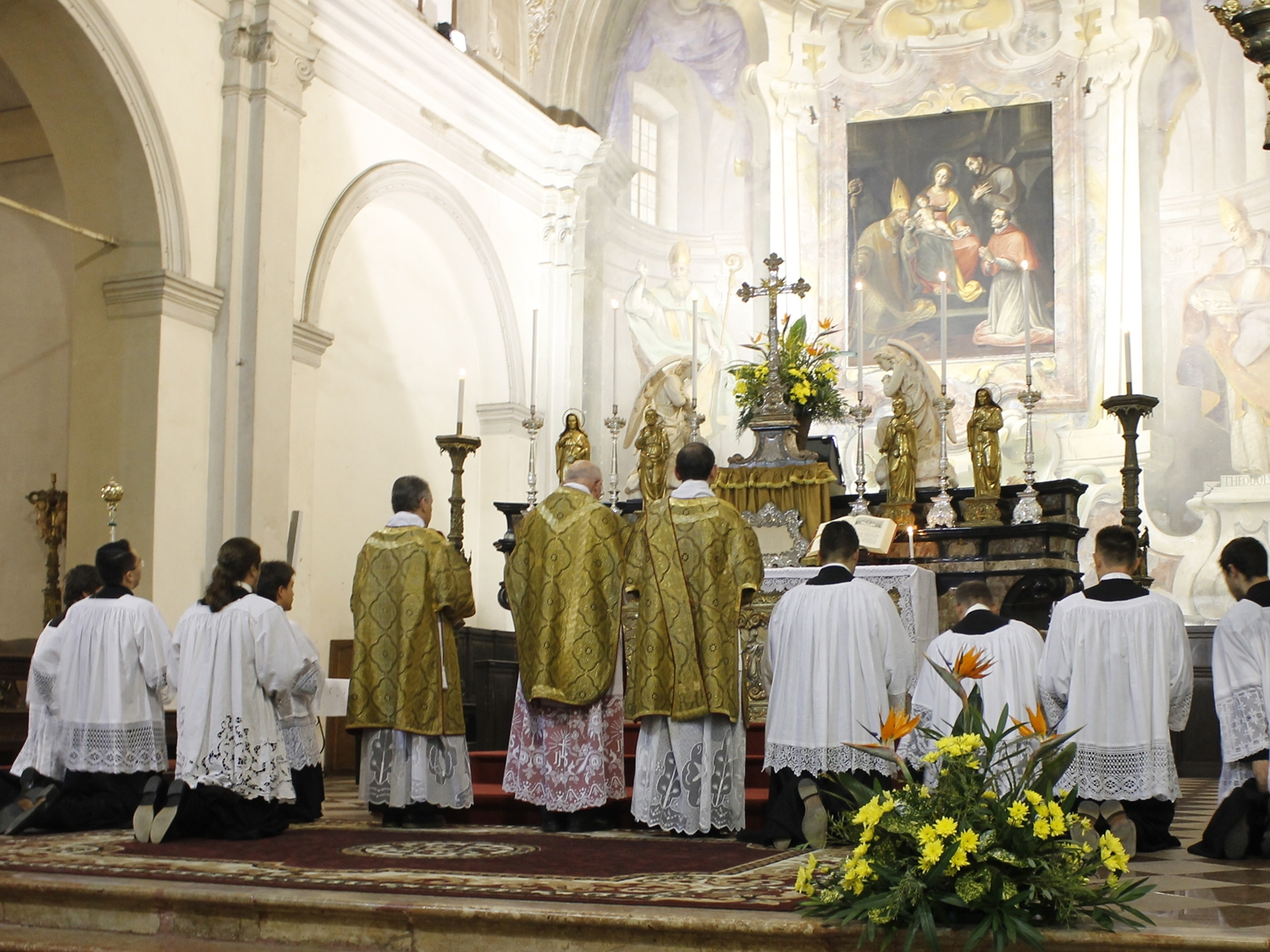
Misa solemne en rito ambrosiano antiguo

El rito ambrosiano (en latín: ritus Ambrosianus) o milanés es uno de los ritos litúrgicos latinos medievales que subsisten en la Iglesia católica. Es el rito utilizado en la mayor parte de la arquidiócesis de Milán en Italia y en algunas zonas que antes le pertenecían. El superior del rito ambrosiano es el arzobispo de Milán.

## Historia
El rito ambrosiano deriva de la tradición litúrgica de la arquidiócesis de Milán que se remonta a la labor del obispo san Ambrosio (c. 340-397), pero en algunos lugares es incluso anterior.
El Liber Notitiæ Sanctorum Mediolani menciona a dos obispos milaneses de los siglos IV-V, Simpliciano y Eusebio, que desarrollan elementos litúrgicos siguiendo el estilo de Ambrosio.
Cuando el papa Gregorio I, a fines del siglo VI, cambió, reorganizó y amplió a toda la Iglesia católica el rito romano, la liturgia ambrosiana, dado la gran importancia y el peso de la Iglesia en Milán, logró sobrevivir a la supresión de los ritos occidentales menores. Su legitimidad se mantuvo con el Concilio de Trento, y debe tenerse en cuenta que el entonces papa Pío IV era milanés y que el alma del concilio fue el obispo de Milán san Carlos Borromeo.

## Características

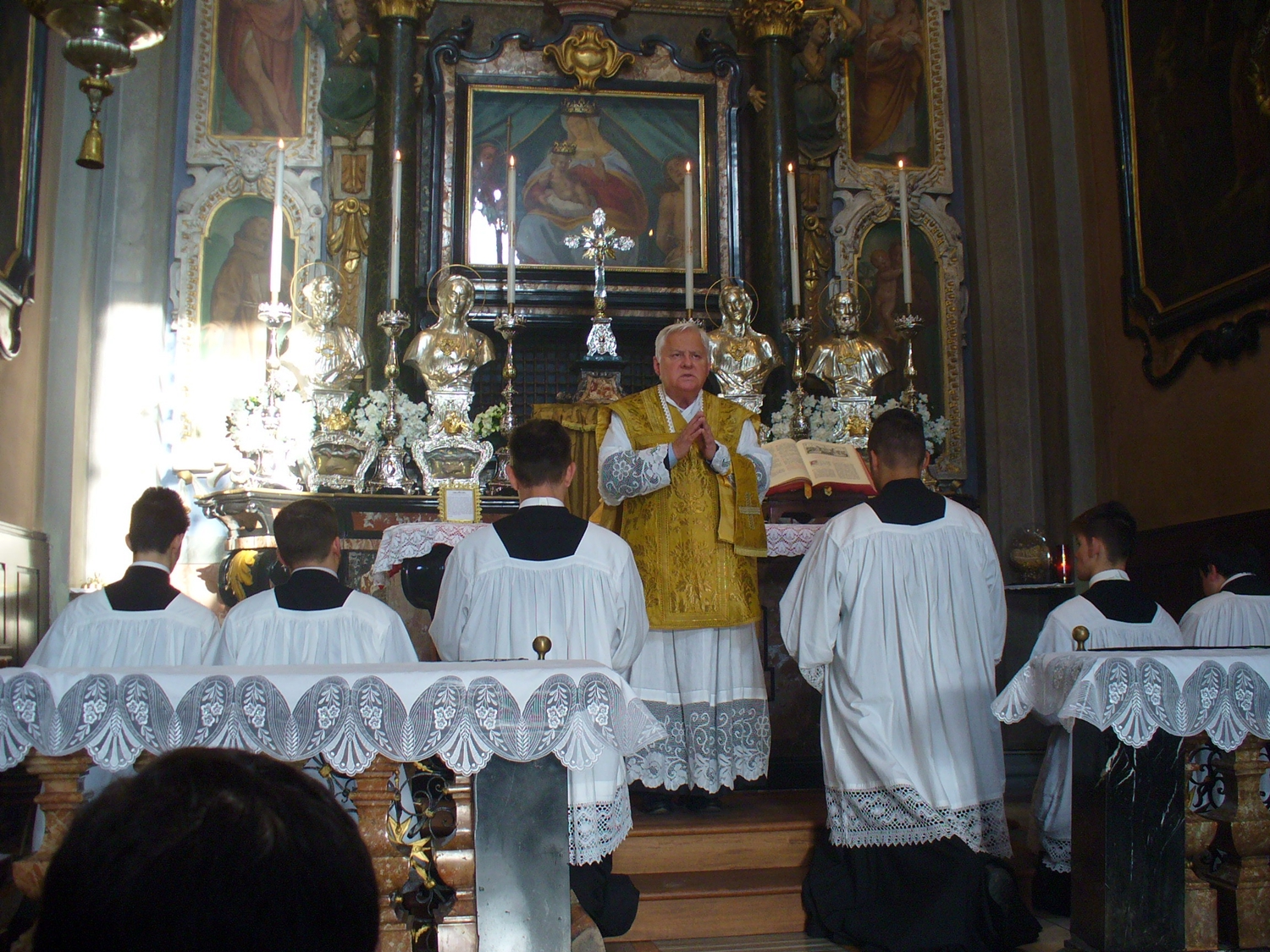
Misa en rito ambrosiano antiguo

La misa ambrosiana tiene los mismos elementos que la misa de rito romano, pero algunos de ellos se organizan de otra manera. El intercambio de la paz, por ejemplo, no está inmediatamente antes de la comunión de los fieles, sino se da al final de la Liturgia de la Palabra, antes de la preparación de los dones. Otras diferencias son la ausencia del Agnus Dei y la triple invocación Kyrie eleison en la celebración de los ritos. 
Una de las diferencias más evidentes está en el uso del incensario. La forma de incensar ambrosiana es per ductum et tractum, es decir, haciendo rotar primero el incensario (ductus) y luego empujando hacia adelante (tractus) hacia la persona o cosa que se va a bendecir, de modo que los "dibujos" que describe el humo del incienso presentan forma de cruz. 
Hay otras diferencias que afectan a los ornamentos litúrgicos y su color: 
- El color que se emplea para la celebración del Santísimo Sacramento es el rojo, a diferencia de la liturgia de rito romano, donde el color que se usa el blanco; por este motivo se utiliza el rojo en la misa in Coena Domini, del Corpus Christi y del Sagrado Corazón de Jesús.
- En Adviento y Cuaresma se usa un color llamado en italiano "morello", un morado oscuro casi negro (#200042)

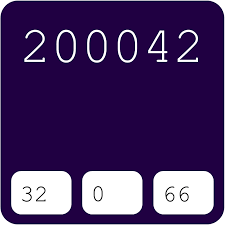
Representación visual del color "Morello"

- Además, durante la Cuaresma, excepto los sábados, también puede usarse el negro.
- Los diáconos visten la estola sobre la dalmática y no bajo ella.

## Difusión

Difusión del rito ambrosiano.

Originalmente el rito ambrosiano tenía una muy amplia difusión, en todo el norte de Italia hasta el sur de Bolonia. A lo largo de la historia muchas comunidades, antes del rito ambrosiano, pasaron al rito romano.
El rito ambrosiano es seguido actualmente en la mayor parte de la arquidiócesis de Milán, excepto en los siguientes lugares en que se sigue el rito romano:
- Decanato de Monza (en todas las parroquias de Brugherio, Monza y Villasanta);
- Decanato de Treviglio (Canonica d'Adda, Castel Rozzone, Fara Gera d'Adda, Pontirolo Nuovo y Treviglio);
- Decanato de Trezzo sull'Adda (sólo en las parroquias de Busnago, Colnago, Concesa, Cornate d'Adda, Grezzago, Groppello d'Adda, Roncello, Porto d'Adda, Trezzano Rosa, Trezzo sull'Adda y hasta 2007 también en la parroquia de Pozzo d'Adda);
- Parroquias de Civate y Varenna;
- Iglesias no parroquiales que pertenecen a congregaciones y órdenes religiosas;
- Universidad Católica del Sagrado Corazón de Milán.

Se celebra en el rito ambrosiano también en las siguientes áreas que ya no pertenecen a la arquidiócesis de Milán:
- Vicariato de Calolzio-Caprino de la diócesis de Bérgamo (Calolziocorte, Caprino Bergamasco, Carenno, Cisano Bergamasco, Erve, Monte Marenzo, Torre de' Busi y Vercurago) y las parroquias de Averara, Brumano, Cassiglio, Cusio, Ornica, Santa Brigida, Taleggio, Valtorta y Vedeseta);
- Parroquias de Colturano y Balbiano de la diócesis de Lodi;
- Parroquias de la Unidad pastoral de Cannobio de la diócesis de Novara: (Cannero Riviera; Cannobio S. Vittore, S. Ágata, S. Bartolomeo Valmara, Traffiume; Cavaglio-Gurrone, Spoccia; Falmenta, Crealla; Cursolo-Orasso; Gurro; Trarego Viggiona) en el valle Cannobina donde fue completamente restaurado con el sínodo diocesano de 1990;
- En el cantón suizo de Ticino en la diócesis de Lugano: iglesias del valle Capriasca, de Brissago; y de los Tres valles ambrosianos: Blenio, Riviera y Leventina;

El rito Ambrosiano era también el rito de otras parroquias pero, después de pasar a otra circunscripción eclesiástica, también cambiaron el rito:
- Prevostura de los santos Vito y Modesto en Lomazzo en 1981 y parroquia de Montorfano en 1982 (diócesis de Como);
- Parroquia de Riozzo en 1981 (diócesis de Lodi);
- Parroquias de Torrevecchia Pia, Vigonzone y Zibido al Lambro en 1979 (diócesis de Pavía); pero el ritual fue preservado hasta 2006;
- Prevostura de Frassineto Po en 1806 (diócesis de Casale Monferrato);
- Monasterio de Sant'Ambrogio fundado en Praga por Carlos IV de Luxemburgo en siglo XIV.

Otras áreas sin embargo, también pertenecieron a la diócesis de Milán (por ejemplo, la vicaría de Verdello), que nunca conocieron el rito ambrosiano.
Desde un punto de vista administrativo y civil, el rito ambrosiano se ha extendido en la mayor parte de las provincias de Lecco, Milán, Monza y Brianza y Varese, en buena parte de la provincia de Como, en algunas zonas de las provincias de Bérgamo, Lodi, Pavía y Verbano-Cusio-Ossola, y en algunas zonas del cantón del Tesino perteneciente a Suiza.